# 东卡万戈区
东卡万戈区（英語：Kavango East）是纳米比亚14个一级行政区划之一，首府龍杜。因该地区降雨量较纳米比亚其他大多数地区要高，故当地具有种植各种作物的农业林业以及农林业潜力，这些都刺激了家具制造及相关产业的发展。该区域还囊括了卡普里维地带的西半部分。

## 边界
东卡万戈区北部与安哥拉庫安多古班哥省接壤，南部及东南部与西北區相邻，东接赞比西区，西南为奧喬宗朱帕區，西侧毗邻西卡万戈区。

## 政治
全区共划分有六个选区：
- Mashare（英语：Mashare Constituency）
- Mukwe（英语：Mukwe Constituency）
- Ndiyona（英语：Ndiyona Constituency）
- Ndonga Linena（英语：Ndonga Linena Constituency）
- Rundu Rural（英语：Rundu Rural East）
- Rundu Urban（英语：Rundu Urban）

纳米比亚的划界委员会于2013年8月建议将奧卡萬戈區一分为二。总统希菲凯普涅·波汉巴颁布了建议。最终东卡万戈区与西卡万戈区得以设立。首任区长为前奥卡万戈区长官薩繆爾·本博。
2015年的地区选举中，纳米比亚人组党赢得了全部六个选区。